# Pissoúri
Pissoúri är en ort i Cypern.   Den ligger i distriktet Eparchía Lemesoú, i den sydvästra delen av landet, 80 km sydväst om huvudstaden Nicosia. Pissoúri ligger 245 meter över havet och antalet invånare är 1 078. Den ligger på ön Cypern.
Terrängen runt Pissoúri är kuperad åt nordväst, men åt sydost är den platt. Havet är nära Pissoúri söderut. Närmaste större samhälle är Sotíra, 15,5 km öster om Pissoúri. Trakten runt Pissoúri består till största delen av jordbruksmark.